# أبراهام إيلدين
أبراهام إيلدين كروسمان (بالإسبانية: Abraham Eidlin)‏ مواليد 27 ديسمبر 1927 في فلسطين، هو لاعب كرة سلة أوروغوياني. مثّل منتخب بلاده. شارك في دورة الألعاب الأولمبية الصيفية سنة 1948.